# 구니나카촌 (니가타현)
구니나카촌(国中村)은 니가타현 사도군에 설치되었던 촌이다. 현재의 사도시에 해당한다.